# Dan-Mircea Popescu
Dan-Mircea Popescu (* 6. Oktober 1950 in Bukarest) ist ein rumänischer Politiker der Partidul Democrației Sociale din România (PDSR) und zuletzt der Partidul Social Democrat (PSD), der unter anderem Mitglied des Senats und der Abgeordnetenkammer sowie Minister in mehreren Regierungen war.

## Leben
Dan-Mircea Popescu absolvierte nach dem Schulbesuch ein Studium der Rechtswissenschaften an der Universität Bukarest und erwarb dort einen Doktor der Rechte. Während des kommunistischen Regimes arbeitete er an der Akademie für Politikwissenschaften „Ștefan Gheorghiu“ in Bukarest. Nach der Revolution und dem Sturz des Kommunistischen Regimes 1989 war er zwischen 1990 und 1991 Berater von Staatspräsident Ion Iliescu. Er war Mitglied der von Iliescu gegründeten Demokratischen Front der Nationalen Rettung FDSR (Frontul Democrat al Salvării Naționale) und war zwischen 1991 und 1996 Erster Vizepräsident der FDSR. Er wurde am 30. April 1991 von Ministerpräsident Petre Roman in dessen drittes Kabinett berufen und bekleidete in diesem bis zum 16. Oktober 1991 das Amt als Staatsminister für Lebensqualität und Sozialschutz (Ministru de stat, însărcinat cu calitatea vieţii şi protecţia socială). Im darauf folgenden Kabinett von Ministerpräsident Theodor Stolojan fungierte er zwischen dem 16. Oktober 1991 und dem 19. November 1992 als Minister für Arbeit und Sozialschutz (Ministrul muncii şi protecţiei sociale).
Bei der Parlamentswahl am 27. September 1992 wurde er erstmals zum Mitglied der Senats (Senatul) gewählt und vertrat in diesem nach seinen Wiederwahlen am 3. November 1996, 26. November 2000 und 28. November 2004 bis zum 30. November 2008 verschiedene Wahlkreise, wobei er seit 1996 Mitglied der Partei der Sozialdemokratie Rumäniens PDSR (Partidul Democrației Sociale din România) beziehungsweise am 30. Januar 2001 der aus der PSDR hervorgegangenen Sozialdemokratischen Partei PSD (Partidul Social Democrat) als Mitglied beigetreten war. Am 19. November 1992 wurde er von Ministerpräsident Nicolae Văcăroiu in dessen Kabinett berufen und bekleidete in diesem bis zum 11. Dezember 1996 den Posten als Staatsminister und Minister für Arbeit und Sozialschutz (Ministru de stat, ministrul muncii şi protecţiei sociale). Er war zwischen 1996 und 2001 Vizepräsident der PDSR sowie von 1996 bis 2000 Mitglied des Senatsausschusses für Arbeit, Familie und Sozialschutz und Mitglied der Parlamentarischen Versammlung der OSZE. In der darauf folgenden Legislaturperiode fungierte er von November 2000 bis Dezember 2003 als Vorsitzender des Ausschusses für Wirtschaft, Industrie und Dienstleistungen und war zudem weiterhin Mitglied des Ausschusses für Arbeit, Familie und Sozialschutz (Dezember 2003 bis September 2004) sowie zudem Mitglied des Ausschusses für Rechtsfragen, Ernennungen, Disziplinarverfahren, Immunitäten und Validierungen (Juni bis September 2004). 2002 wurde er für seine Verdienste zum Ritter des Treudienst-Ordens (Ordinul Național „Serviciul Credincios“) ernannt. Im September 2003 wurde er Vizepräsident des Senats und hatte dieses Amt als Stellvertreter von Senatspräsident Nicolae Văcăroiu dem bis September 2004 inne. Zudem war er vom 27. Januar 2003 bis zum 18. März 2005 stellvertretendes Mitglied der Parlamentarischen Versammlung des Europarates.
Am 14. Juli 2004 übernahm Popescu im Kabinett von Ministerpräsident Adrian Năstase von Elena Dumitru das Amt des Ministers für Arbeit, soziale Solidarität und Familie (Ministrul muncii, solidarităţii sociale şi familiei) und übte dieses bis zum 28. Dezember 2004 aus. In der Legislaturperiode 2004 bis 2008 war er zwischen Dezember 2004 und Februar 2006 stellvertretender Vorsitzender des Senatsausschusses für Arbeit, Familie und Sozialschutz und gehörte daraufhin von Februar 2006 bis Februar 2007 dem Senatspräsidium als Quästor an, ehe er zwischen März 2007 und November 2008 abermals stellvertretender Vorsitzender des Senatsausschusses für Arbeit, Familie und Sozialschutz war. Er engagierte sich mehrere Jahre als Vorsitzender der Parlamentarischen Freundschaftsgruppe mit der Bundesrepublik Deutschland und wurde 2005 mit dem Großen Verdienstkreuz mit Stern des Verdienstordens der Bundesrepublik Deutschland ausgezeichnet. Daneben war er zwischen 2005 und 2008 Präsident des Nationalrats der PSD und wurde daraufhin 2008 Mitglied des Nationalen Präsidiums der PSD.
Bei der Parlamentswahl am 30. November 2008 wurde Dan-Mircea Popescu für die PSD im Wahlkreis „Nr. 23 Ialomița“ zum Mitglied der Abgeordnetenkammer (Camera Deputaților) gewählt und gehörte dieser bis zum 9. Dezember 2012 an. Während seiner Abgeordnetentätigkeit war er unter anderem von Juni bis Dezember 2012 stellvertretender Vorsitzender des Ausschusses für Arbeit und Sozialschutz.